# La Tartaruga (casa editrice)
La Tartaruga è una casa editrice italiana fondata da Laura Lepetit nel 1975.
Pubblica libri di narrativa italiana e straniera, critica letteraria, filosofia e politica esclusivamente scritti da donne.
Marchio storico del femminismo italiano, nasce intorno alla libreria Milano Libri, fondata negli anni Settanta da Laura Lepetit e Anna Maria Gregorietti Gandini.

## Storia
Tra i primi autori pubblica Virginia Woolf e Gertrude Stein; propone al pubblico italiano autrici dimenticate, come Antonietta Drago (alias Nenè Centonze) e giovani scoperte, la nuova saggistica femminista prodotta dal gruppo Diotima, comunità filosofica di donne formata da Adriana Cavarero, Luisa Muraro, Wanda Tommasi e Chiara Zamboni nell'ambito dell'Università degli studi di Verona.
Dal 1993 al 1997 edita e distribuisce Lapis. Percorsi della riflessione femminile, rivista fondata nel 1987 da Lea Melandri.
Nel 1990 entra nel gruppo Arnoldo Mondadori Editore e nel 1998 viene acquisita da Baldini&Castoldi ma continua a mantenere la sua tradizionale vocazione di scopritrice di talenti femminili.
Dopo un'interruzione durata circa 9 anni, dal 1998 al 2017, entra a far parte de La nave di Teseo e riprende l'attività editoriale, con particolare attenzione al recupero di opere inedite o introvabili di grandi scrittori del passato.
Nel 2021, a seguito della morte della fondatrice Laura Lepetit, Elisabetta Sgarbi (direttrice generale de La nave di Teseo) annuncia l'intenzione di rilanciare La Tartaruga, nominando la scrittrice Claudia Durastanti nuova curatrice del marchio.